# Soulac-sur-Mer
Soulac-sur-Mer település Franciaországban, Gironde megyében. Lakosainak száma 3011 fő (2022. január 1.). Soulac-sur-Mer Le Verdon-sur-Mer, Grayan-et-l’Hôpital, Meschers-sur-Gironde és Talais községekkel határos.

## Népesség
A település népessége az elmúlt években az alábbi módon változott:
| Lakosok száma | 2198 | 2536 | 2790 | 2690 | 2523 | 2621 | 2811 | 2825 | 2833 | 3011 |
|               | 1968 | 1982 | 1990 | 2006 | 2013 | 2015 | 2017 | 2019 | 2020 | 2022 |